# Хаенське королівство
Хаенське королівство (ісп. Reino de Jaén) — територіальна юрисдикція або провінція Кастильської Корони, що було утворене на місці колишн від реконкісти до територіального поділу Іспанії в 1833 році . Відоме як «Священне Королівство», воно охоплювало територію, яка приблизно збігалася з нинішньою провінцією Хаен. Згідно з кадастром Енсенада, міста, які його увійшли до його складу, можна побачити в додатку «Міста Королівства Хаен».

## Історія

Чотири королівства Андалусії

В 1246 році під час Реконкісти Кастилія завоювала мусульманську Хаенську тайфу і оголосила на її території Хаенське королівство в складі Кастильської Корони. Воно також було відоме як «Святе королівство» (ісп. Santo Reino), його територія збігалася з сучасною провінцією Хаен. Хаенське королівство було одним з чотирьох королівств Андалусії. На території королівства існували мусульманські  Баеська, Хаенська та Архонська тайфи.
Головними містами королівства Хаен були Андухар, Убеда, Баеза, Мартос, Касорла та Алькала-ла-Реаль .
З юрисдикційної точки зору територія Хаенського королівства була як королівською, так і сеньйоральною, на ній існували як світські, так і церковні володіння. Серед перших були території Каса де Сантістебан дель Пуерто, Каса де Альбуркерке, Каса де лос Кобос і Каса де Аркос. Серед останніх були Аделантамьєнда де Казорла та Енкомьєнда де Мартос, власність єпископства Толедо та ордена Калатрави відповідно, а також Альбанчес ордена Сантьяго.
Хаенське королівство мало два територіальні ексклави, розташовані в Королівстві Кордова, а саме Бельмес і Віллафранка-де-Кордова . Навпаки, королівство Гранада мало анклав у королівстві Хаен в складі Бельмес-де-ла-Мораледа та Солера.
10 жовтня 1444 року майбутній Енріке IV Кастильський, тоді принц Астурії, став першим і єдиним принцом Королівства Хаен.
У 1809 році король Хосе I Бонапарт запроектував новий територіальний устрій для підкореної Іспанії, заснований на департаментах у французькому стилі, який передбачав скасування королівства Хаен та перетворення його на департамент Гвадалквівір-Альто зі столицею в Ла-Кароліні. 17 квітня 1810 року Хосе Бонапарт видає декрет про поділ королівства на 38 префектур, що відповідає Хаенському королівству, префектурі Гвадалквівір-Альто, нарешті зі столицею в Хаен і, у свою чергу, поділяється на три підпрефектури: Хаен, Ла-Кароліна і Убеда. Через Війну за незалежність цей територіальний порядок не був повністю застосований, оскільки було багато територій, які фактично не контролювались французькою армією. Після закінчення війни в 1813 році ситуація повернулась  до попереднього стану старого режиму, префектури були скасовані і Хаенське королівство було знову відновлено.
У 1833 році, після 587 років існування, королівський указ від 30 листопада скасував Хаенське королівство, утворивши сучасну провінцію Хаен, яка була утворена шляхом об'єднання міст однойменного королівства, деяких міст Мурсійського королівства та двох міст, які до того часу належали Ла-Манчі: Беас-де-Сегура і Чиклана-де-Сегура. Містами в Королівстві Мурсія, які були включені до Хаену, були Бенатае, Дженаве, Орсера, Сантьяго-де-ла-Еспада, Сегура-де-ла-Сьєрра (з додатками Ла-Пуерта та Бухараїза), Сілес, Торрес і Вільярродріго.
Нова провінція включала два ексклави Королівства Гранада, які існували в Королівстві Хаен: Бельмес-де-ла-Мораледа та Солера, який був незалежним муніципалітетом, а сьогодні інтегрований до муніципалітету Уельма. Крім того, Хаен також втратив два своїх ексклави в провінції Кордова: Бельмес і Віллафранка-де-лас-Агухас. В даний час провінція складається з муніципалітетів.